# Operacja Milesa
Operacja Milesa – brzuszno-kroczowe odjęcie odbytnicy; operacja polegająca na usunięciu odbytnicy wraz z guzem nowotworowym.

## Wskazania
Proces nowotworowy jest w prawie 100% wskazaniem do wykonania zabiegu. Operację Milesa wykonuje się, gdy zwieracze odbytu są makroskopowo wciągnięte w proces nowotworowy, lub gdy odległość guza od nich jest na tyle mała, że pozostawienie ich nie zapewnia "czystości onkologicznej", a więc łączy się z pozostawieniem komórek nowotworowych w kikucie odbytnicy. Klasycznie przyjmuje się tu odległość 6 cm. Jeżeli guz jest położony w odległości 6–9 cm od linii zwieraczy wybór typu operacji (operacja Milesa lub przednia resekcja sposobem Dixona) zależy od warunków miejscowych. Guzy położone dalej niż 9 cm od zwieraczy operuje się sposobem Dixona. Wprowadzenie urządzeń zszywających (staplerów) dało możliwość zespalania kikuta odbytnicy z kikutem esicy w odległości mniejszej niż 6 cm (z zachowaniem czystości onkologicznej określanej przez histopatologa w preparatach pooperacyjnych). Jednak tak "niskie" zespolenia  nie zawsze dają dobry efekt funkcjonalny - może pojawić się nietrzymanie stolca. Obecnie zaleca się wycinanie odbytnicy wraz z otaczającymi tkankami (tzw. mesorectum) gdyż tam szerzy się naciek nowotworowy i tam powstają wznowy miejscowe.

## Wykonanie
Operację Milesa rozpoczyna się od otwarcia jamy brzusznej (laparotomia) i oceny zasięgu procesu nowotworowego (odległe przerzuty, zajęcie węzłów chłonnych). Jeżeli guz zostaje oceniony jako operacyjny, chirurg rozpoczyna preparowanie esicy, którą odcina około 10–15 cm powyżej guza. Koniec proksymalny esicy wyłania się jako kolostomię końcową (sigmostomia jednolufowa), ostateczną. Następnie preparuje się odbytnicę podwiązując zaopatrujące ją naczynia krwionośne. Preparuje się jak najniżej w kierunku zwieraczy. Po zakończeniu możliwej od strony jamy otrzewnej preparatyki zamyka się jamę brzuszną z wyłonioną kolostomią i pacjenta układa się w pozycji ginekologicznej. Szwem kapciuchowym zamyka się odbyt, a następnie wokół niego wykonuje się "osełkowate" cięcie poprzez które przecina się mięśnie dźwigacze odbytu i tkanki wokół odbytnicy. Kiedy zakres preparowania od strony krocza połączy się z zakresem wypreparowanym od strony jamy brzusznej można usunąć odbytnicę wraz z guzem. Szwy tkanek krocza i skóry kończą zabieg.

## Historia
Pierwszym chirurgiem który dokonał resekcji guza nowotworowego w ten sposób był angielski chirurg William Ernest Miles (1869–1947); opisał on procedurę w 1908 roku w piśmie Lancet w artykule "A method of performing abdomino-perineal excision for carcinoma of the rectum and of the terminal portion of the pelvic colon". 

Przeczytaj ostrzeżenie dotyczące informacji medycznych i pokrewnych zamieszczonych w Wikipedii.